# Rummelloch
Das Rummelloch (nordfriesisch: Romelgat), auch Rummelloch West, ist ein Priel zwischen der Hallig Hooge und Pellworm im nordfriesischen Wattenmeer. Er trennt Norderoog- und Süderoogsand und führt östlich von Norderoog Richtung Hooge. Der Priel ist bis zu fünf Meter tief.
Das zum Priel gehörige Tidebecken ist eines der kleinsten des nordfriesischen Watts. Nach Westen begrenzen es die offene See und Süder- und Norderoogsand, nach Osten hin die Insel Pellworm und die Wattscheidehöhen zum Heverstrom, zu Süderaue und zum Hoogeloch. Von seiner Fläche von 84,5 km² nimmt der dauerhaft unter Wasser liegende sublitorale Prielbereich nur 17,5 km² ein, das dauerhaft im Tidebecken liegende Prielvolumen nimmt nur 27 % des gesamten Volumens bei mittlerem Tidehochwasser ein. Das Tidebecken Rummelloch gehört damit zu den Becken mit dem höchsten Watt- und niedrigsten Prielanteil im schleswig-holsteinischen Wattenmeer.